# Shure SM57

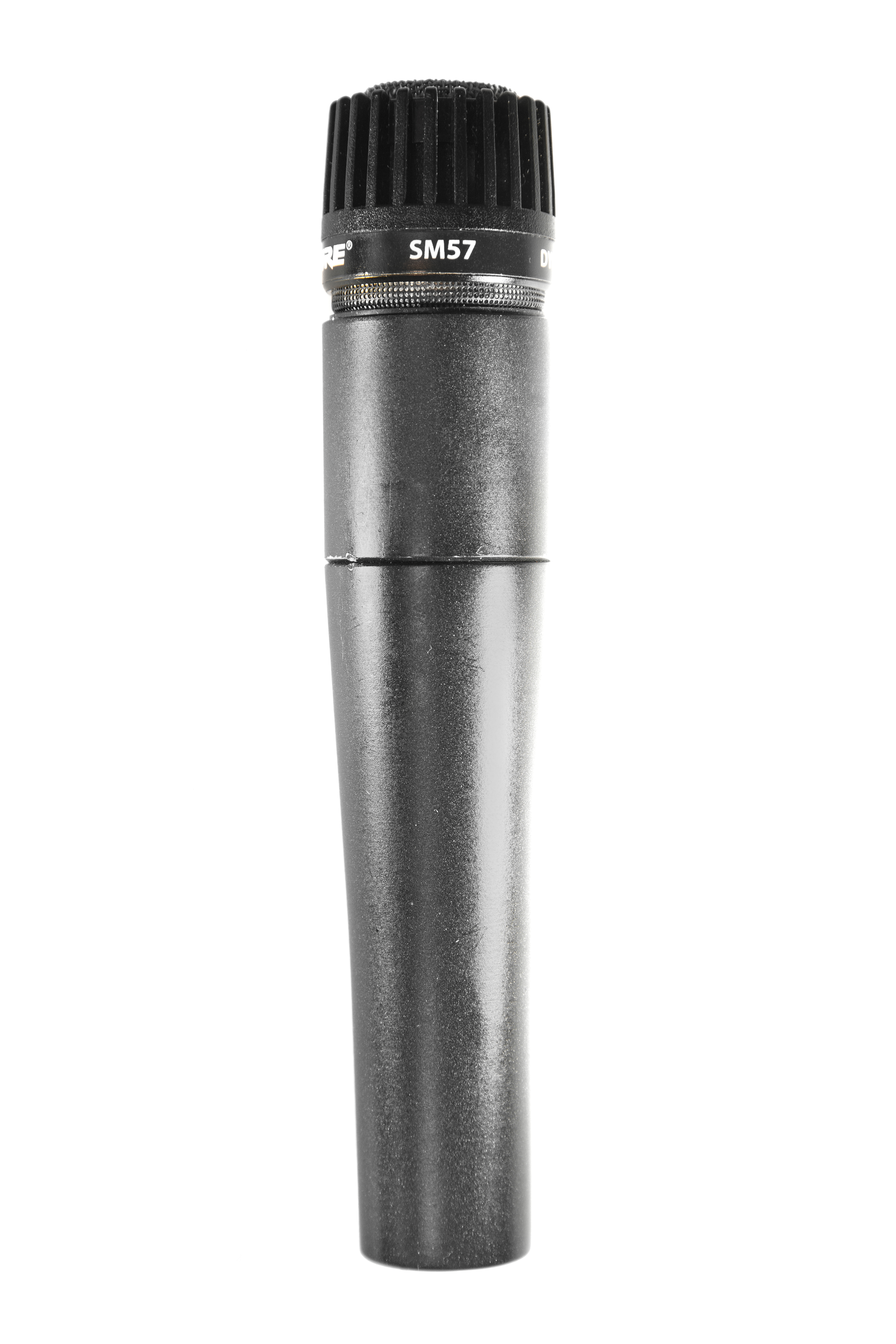
Shure SM57

Das Shure SM57 ist ein seit 1965 hergestelltes dynamisches Mikrofon. Neben dem Gesangsmikrofon SM58 ist es das verbreitetste Mikrofon des US-amerikanischen Herstellers Shure. Das Kürzel im Namen steht für „Studio Microphone“ mit seiner geschichtlich fortlaufenden Nummer.

## Eigenschaften und Verwendung

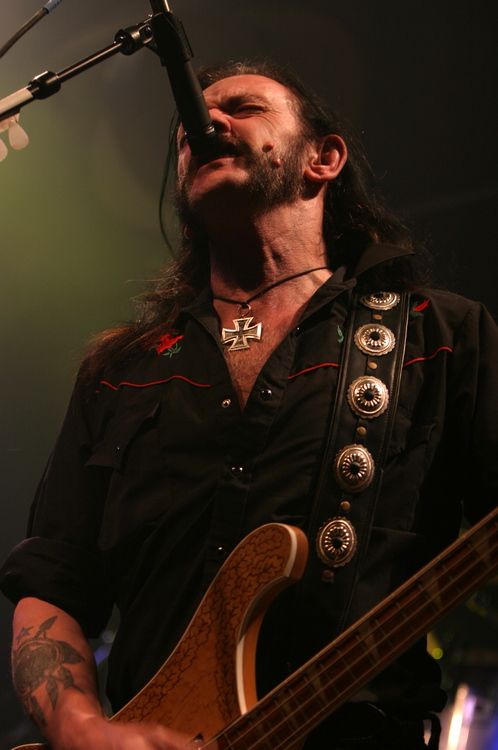
Lemmy Kilmister am Mikrofon SM57, Aufnahme von 2005

Das SM57 ist ein Tauchspulmikrophon mit Nierencharakteristik. Das SM57 wird bevorzugt zur Abnahme von Schlaginstrumenten, beispielsweise Snare, Tomtoms und Perkussionsinstrumenten verwendet sowie als „Klassiker für E-Gitarren“ zur Abnahme von Gitarrenboxen. Für Holzblasinstrumente und (etwa in Kombination mit einem Großmembranmikrofon) akustische Gitarren ist es ebenfalls geeignet. Auch für Gesangsaufnahmen wird es gelegentlich verwendet, wenn die Klangfärbung des Mikrofones und dessen Unempfindlichkeit für den Anwendungsfall zweckmäßig ist. Die Nierencharakteristik reduziert die Aufnahme von Hintergrundgeräuschen. Häufig wird die außergewöhnliche Robustheit des Mikrofons hervorgehoben, was es attraktiv für Bühneneinsätze macht. Aufgrund der relativ geringen Empfindlichkeit eignet sich das Mikrofon in erster Linie für laute und überlaute Schallquellen.

## Geschichte

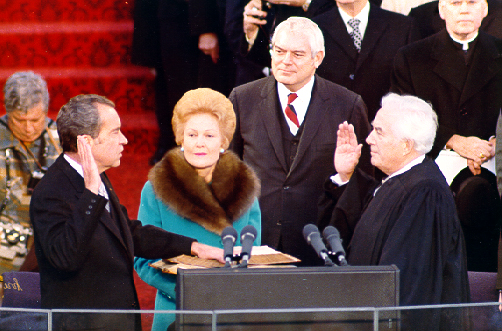
Richard Nixon bei der Amtseinführung 1973

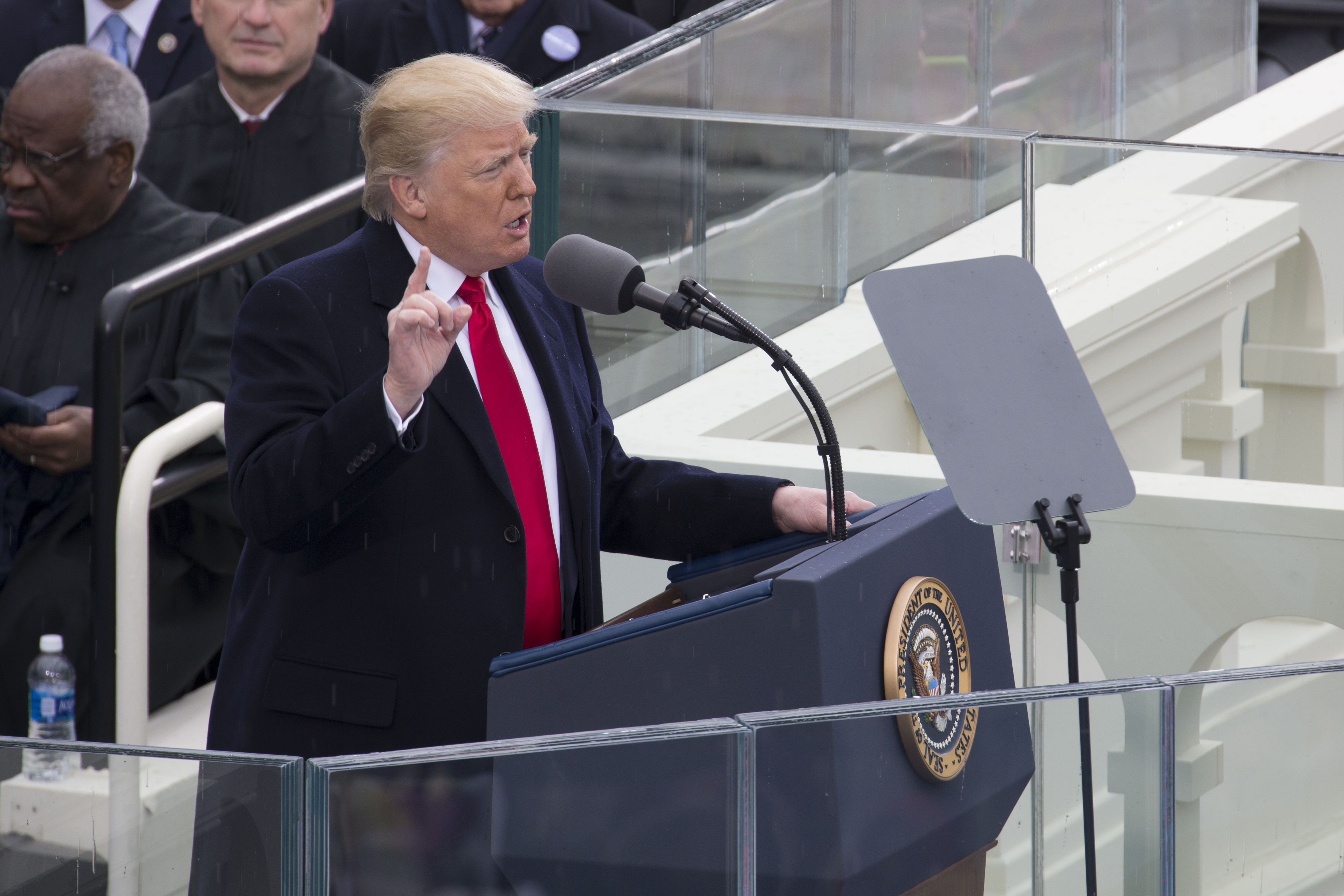
Donald Trump bei der Amtseinführung 2017

Das SM57 wird seit 1965 leicht verändert hergestellt. Seit seiner Einführung waren mehrere SM57 als Pultmikrofone bei der Amtseinführung von US-Präsidenten ab Lyndon Johnson im Einsatz. Donald Trump sprach bei seiner Amtseinführung 2017 im Gegensatz zu seinen Vorgängern nur in ein Mikrofon. Das später eingeführte SM58 verwendet zwar die gleiche Kapsel (Schwingungsmembran), hat jedoch eine robustere Bauform und kann deshalb auch als Close-Up-Mikrofon verwendet und näher an der Schallquelle platziert werden, um den Nahbesprechungseffekt auszunutzen, was die akustische Rückkopplung reduziert.

## Technische Daten
Der Frequenzgang des Mikrofones wird vom Hersteller von 40 bis 15.000 Hertz angegeben. Im Bereich von etwa 150 bis 3000 Hertz verläuft dieser einigermaßen linear, mit einer Abweichung von kleiner 3 dB. Im Bassbereich fällt es deutlich ab; im Höhenbereich zeigt sich eine markante Übersteigerung der Wiedergabe bei etwa 6,5 kHz auf und fällt darüber je nach Fertigungsstreuung und Pflegezustand unterschiedlich stark ab. Ein eingebauter Mini-Trafo trennt die Kapsel galvanisch von der Anschlussleitung und verhindert deren Beschädigung durch versehentlich am Anschluss anliegende Phantom- oder Tonaderspeisung. Die Anschlussimpedanz beträgt etwa 310 Ohm. Die Empfindlichkeit (Sensitivity) liegt bei 1 kHz bei −56,0 dBV/Pa (1,60 mV/Pa); der zulässige maximale Grenzschalldruck beträgt 156 dB SPL. Das Gewicht des Mikrofones beträgt 285 g.